# Transmissão harmônica (mecânica)
A Transmissão Harmônica é um mecanismo de transmissão mecânica que utiliza a deformação elástica controlada de um componente flexível para transmitir torque e movimento com alta precisão, elevada densidade de torque e redução de velocidade em um único estágio. Inventada em 1955 por C. Walton Musser, essa tecnologia revolucionou a engenharia mecânica ao oferecer uma solução compacta e eficiente para aplicações que exigem controle preciso, como robótica, exploração espacial, máquinas-ferramenta e tecnologia médica. Sua importância histórica reside na capacidade de atender às demandas de miniaturização e desempenho em sistemas de alta tecnologia, enquanto suas aplicações atuais abrangem desde rovers marcianos até exoesqueletos de reabilitação, consolidando-a como um pilar da inovação em setores de ponta.

## História

### Contexto Histórico
A transmissão harmônica foi concebida em 1955 por C. Walton Musser, um engenheiro americano empregado pela Harmonic Drive Systems Inc., em um período marcado pelo avanço da automação e da exploração espacial. Na década de 1950, a Guerra Fria impulsionava inovações tecnológicas, especialmente em sistemas compactos e precisos para equipamentos militares e espaciais. Musser desenvolveu o conceito de "onda de tensão" (strain wave), registrado na patente US2948155A em 1960, como uma alternativa às engrenagens tradicionais, que frequentemente apresentavam folga e baixa eficiência em aplicações críticas. Inicialmente, a ideia enfrentou resistência devido à sua complexidade, mas sua adoção no Programa Apollo em 1971 consolidou sua relevância.

### Marcos Históricos
| Ano  | Evento                                         |
| ---- | ---------------------------------------------- |
| 1955 | Criação e patenteamento por C. Walton Musser   |
| 1960 | Registro da patente US2948155A                 |
| 1971 | Uso no Lunar Roving Vehicle do Programa Apollo |
| 1980 | Expansão para robótica industrial              |
| 2021 | Aplicação no Mars Rover Perseverance           |

### Evolução Tecnológica
Desde sua invenção, a transmissão harmônica evoluiu significativamente. Na década de 1970, a Harmonic Drive Systems Inc. refinou o design com aços de alta resistência e lubrificantes especializados, aumentando sua durabilidade e eficiência. Nos anos 1980, a tecnologia foi adotada na robótica industrial, impulsionada pela automação fabril no Japão e na Europa. Avanços recentes, como materiais compósitos e usinagem CNC de alta precisão, expandiram seu uso para drones e dispositivos médicos, com eficiência alcançando até 95% em modelos otimizados até 2025.

## Princípio de Funcionamento
A transmissão harmônica opera com base na deformação elástica de um componente flexível, guiada por três elementos principais:

### Componentes
1. Gerador de Onda (Wave Generator): Um disco elíptico com rolamentos que induz a deformação elástica.
2. Engrenagem Flexível (Flexspline): Um anel metálico fino com dentes externos, que se deforma para engatar com a engrenagem fixa.
3. Engrenagem Circular (Circular Spline): Um anel rígido com dentes internos que interage com o flexspline.

### Teoria da Onda de Tensão
A Teoria da Onda de Tensão descreve o funcionamento dos redutores harmônicos através da interação precisa entre seus componentes mecânicos. O gerador de onda, peça fundamental, deforma o flexspline — uma engrenagem flexível — em um perfil elíptico, gerando uma "onda de tensão" que move continuamente os pontos de contato com a engrenagem circular, uma estrutura rígida dotada de dentes internos. A redução de velocidade resulta da diferença no número de dentes, como 100 na circular ({\displaystyle N_{c}}) e 98 no flexspline ({\displaystyle N_{f}}). Esse mecanismo é definido pela relação:
{\displaystyle R={\frac {N_{c}}{N_{c}-N_{f}}}}
Substituindo os valores {\displaystyle N_{c}=100} e {\displaystyle N_{f}=98}, tem-se:
{\displaystyle R={\frac {100}{100-98}}={\frac {100}{2}}=50}
Esse resultado indica uma redução de 50:1, significando que o flexspline completa uma rotação a cada 50 ciclos do gerador. O sistema destaca-se por eliminar totalmente a folga angular e por seu funcionamento silencioso, atributos que o tornam essencial em aplicações que exigem alta precisão.

## Comparação com Outras Tecnologias
| Tecnologia            | Folga Angular | Redução Máxima | Eficiência | Peso      |
| --------------------- | ------------- | -------------- | ---------- | --------- |
| Transmissão Harmônica | 0 arcseg      | 320:1          | 70–95%     | 0,3–60 kg |
| Engrenagem Planetária | 1–5 arcmin    | 100:1          | 85–98%     | Médio     |
| Redutor Cicloidal     | 0–1 arcmin    | 200:1          | 90–95%     | Alto      |

Fonte:  
A transmissão harmônica supera concorrentes em precisão e redução em estágio único, mas tem eficiência menor em altas velocidades e custo mais elevado.

## Aplicações

### Robótica
Usada em juntas de robôs industriais (ex.: KUKA) e humanoides (ex.: Spot da Boston Dynamics), oferece controle preciso.

### Aeroespacial
Empregada em satélites e rovers, como o Lunar Roving Vehicle (1971) e o Mars Rover Perseverance (2021).

### Máquinas-ferramenta
Aplica-se em fresadoras CNC para movimentos suaves e precisos.

### Medicina
Utilizada em robôs cirúrgicos (ex.: sistema da Vinci) e exoesqueletos (ex.: ReWalk).

## Vantagens e Desvantagens

### Vantagens
- Precisão absoluta.[1]
- Alta densidade de torque.[2]
- Redução elevada.[1]
- Silêncio.[3]

### Limitações
- Custo elevado.[2]
- Eficiência reduzida em alta velocidade.[2]
- Desgaste do flexspline.[2]

O impacto na engenharia inclui avanços em automação e redução de custos em longo prazo, apesar do investimento inicial.

## Fabricação e Materiais
Os componentes são fabricados com:
- Flexspline: Aço 17-4PH ou 4340, tratado termicamente.[2]
- Circular Spline: Ligas endurecidas.[2]
- Wave Generator: Rolamentos de alta precisão.[2]

Técnicas como usinagem CNC e nitretação garantem durabilidade.

## Manutenção e Solução de Problemas
- Lubrificação: Graxas específicas (ex.: Harmonic Grease 4B) a cada 2.000–3.000 horas.[2]
- Inspeção: Verificar desgaste no flexspline.[2]
- Problemas: Vibrações (solucionadas com lubrificante adequado) e "wind-up" (ajuste de pré-carga).[3]

## Perspectivas Futuras
Pesquisas em 2025 focam em materiais compósitos leves, eficiência energética e integração em Indústria 4.0 e robótica colaborativa.

## Aspectos Interdisciplinares
Relaciona-se à mecânica dos sólidos (elasticidade), teoria das ondas e engenharia de materiais, influenciando estudos sobre deformação controlada.